# 唐嘉雯
唐嘉雯（2004年2月18日—），上海人，中国围棋职业六段棋手。2017年入段，2024年8月升为六段。
2019年11月，在决赛中战胜於之莹夺得第四届全国智力运动会专业女子个人快棋赛冠军。2023年10月，在第三届“中国·天台山杯”全国女子围棋公开赛中以全胜战绩夺得冠军。2024年9月，获得第四届中国围棋女子国手赛冠军。2024年12月，在决赛中1：2不敌日本棋手上野爱咲美，获得第七届吴清源杯世界女子围棋公开赛亚军。同月，获得第二届中国围棋女子名手赛冠军。
2025年3月，在扇兴杯世界女子围棋最强战半决赛中不敌崔精，三四名决赛战胜卢钰桦，获得季军。

## 升段记录
2017年7月25日入段。
2018年6月18日二段。
2020年11月18日三段。
2021年5月24日四段。
2023年11月26日五段。
2024年8月20日六段。

## 职业成绩
2017年7月，在全国围棋定段赛以女子组第八名的成绩成功定为职业初段。
2019年11月，在第四届全国智力运动会专业女子个人快棋赛中，一路战胜尹渠、陆敏全、李赫，并在决赛中战胜於之莹，为上海队夺得冠军。
2021年6月，在第四届吴清源杯中国队选拔赛中6胜1负，获得本赛资格。7月，在吴清源杯本赛中作为种子出战，在第二轮中不敌韩国棋手曹承亚，止步16强。
2023年4月，在第六届吴清源杯中国队选拔赛中6胜1负，获得本赛资格。5月，在杭州亚运会中国队选拔赛重选第二阶段中7胜7负，与李赫并列第四名，在加赛中惜败李赫，遗憾落选。6月，在吴清源杯本赛第一轮中不敌日本棋手牛荣子，止步24强。10月，在第三届“中国·天台山杯”全国女子围棋公开赛中以全胜战绩夺得冠军。
2024年3月，在第10届应氏杯世界职业围棋锦标赛中国队女子组预选中出线，本赛中不敌韩国棋手元晟溱，止步64强。6月，在全国围棋锦标赛团体赛男子乙级组中代表福建队出战，在2台获得5胜3负的佳绩，帮助福建队历史上首次冲上甲级联赛。9月，在第四届女子国手赛中，一路战胜刘子葭、於之莹、吴依铭，并在决赛中力克李赫，获得女子国手头衔。12月，在第七届吴清源杯世界女子围棋公开赛中，作为中国队种子出战，接连战胜芮乃伟、吴侑珍、金恩持，在决赛中1：2不敌日本棋手上野爱咲美，获得亚军。同月，在第二届中国女子围棋名手赛中战胜陆敏全，获得冠军。
2025年3月，在扇兴杯世界女子围棋最强战半决赛中不敌崔精，三四名决赛战胜卢钰桦，获得季军。5月，在全国围棋个人赛女子组中以7胜2负获得第三名。7月，在烂柯杯世界围棋公开赛预选赛女子组中出线，并连胜沈沛然、大竹优闯入十六强。

## 国际比赛成绩
| 赛事         | 2021 | 2022 | 2023 | 2024 | 2025 |
| ------------ | ---- | ---- | ---- | ---- | ---- |
| 吴清源杯     | 16强 | ×    | 24强 | 亚军 |      |
| 扇兴杯       | ×    | ×    | ×    | ×    | 季军 |
| 黄龙士杯个人 | —    | —    | —    | ×    |      |
| 湖盘杯       | —    | ×    | —    | —    |      |
| 亚运会       | —    | —    | ×    | —    |      |

非限制世界大赛成绩：
2024年：应氏杯64强（负元晟溱）
2025年：烂柯杯16强（胜沈沛然、大竹优）
- 注1：× 表示未打进本赛或未参加，— 表示当年度未新开赛，斜体字 表示进入本赛后未赢一场
- 注2：擂台赛的为当年个人对赛记录（胜:负），金色背景表示终结比赛，加粗表示当届冠军是中国队

## 联赛成绩
| 届数 | 年份   | 队名           | 队伍排名 | 队友         | 队伍成绩 | 个人成绩 | 个人奖项   |
| ---- | ------ | -------------- | -------- | ------------ | -------- | -------- | ---------- |
| 8    | 2020年 | 上海中环集团队 | 4        | 芮乃伟、唐奕 | 11胜7负  | 11胜7负  | 最佳新人奖 |
| 9    | 2021年 | 上海中环集团队 | 2        | 芮乃伟、唐奕 | 13胜5负  | 12胜6负  | 无         |
| 10   | 2023年 | 上海星小目队   | 4        | 芮乃伟、唐奕 | 11胜7负  | 12胜6负  | 无         |
| 11   | 2024年 | 上海星小目队   | 2        | 芮乃伟、唐奕 | 11胜6负  | 15胜3负  | 无         |

## 胜负记录

### 中国女子围棋甲级联赛
| 第十二届，2025年 \| 轮次 \| 日期 \| 地点 \| 对手 \| 结果 \| \| ----- \| ------- \| ---------- \| -------- \| ---- \| \| 第1轮 \| 5月14日 \| 福建武夷山 \| 於之莹 \| 胜 \| \| 第2轮 \| 5月15日 \| 福建武夷山 \| 芮乃伟 \| 胜 \| \| 第3轮 \| 5月16日 \| 福建武夷山 \| 李小溪90 \| 胜 \| \| 第4轮 \| 6月19日 \| \| 张梦瑶 \| 胜 \| \| 第5轮 \| 6月23日 \| \| 吴依铭 \| 胜 \| \| 第6轮 \| 7月17日 \| \| 陈心飏 \| 胜 \| \| 第7轮 \| 7月26日 \| \| 周泓余 \| 胜 \| |         |            |          |      |
| 轮次 | 日期    | 地点       | 对手     | 结果 |
| 第1轮 | 5月14日 | 福建武夷山 | 於之莹   | 胜   |
| 第2轮 | 5月15日 | 福建武夷山 | 芮乃伟   | 胜   |
| 第3轮 | 5月16日 | 福建武夷山 | 李小溪90 | 胜   |
| 第4轮 | 6月19日 |            | 张梦瑶   | 胜   |
| 第5轮 | 6月23日 |            | 吴依铭   | 胜   |
| 第6轮 | 7月17日 |            | 陈心飏   | 胜   |
| 第7轮 | 7月26日 |            | 周泓余   | 胜   |

## 年表
| 年份 | 女子国手 | 女子名人 | 女子名手 | 建桥杯 | 个人赛 | 兵聖杯 （世界） | 扇興杯 （世界） | 吳清源杯 （世界） | 其他棋战           | 备注 |
| ---- | -------- | -------- | -------- | ------ | ------ | --------------- | --------------- | ----------------- | ------------------ | ---- |
| 2017 |          |          |          |        | 第34名 |                 |                 |                   |                    | 初段 |
| 2018 |          | 32强     |          |        | 第11名 |                 |                 |                   |                    | 二段 |
| 2019 |          | 8强      |          | 16强   | 第11名 |                 |                 |                   | 智运会女子快棋冠军 |      |
| 2020 |          |          |          |        |        |                 |                 |                   |                    | 三段 |
| 2021 |          |          |          | 8强    |        |                 |                 | 16强              |                    | 四段 |
| 2022 |          |          |          |        | 第14名 |                 |                 |                   |                    |      |
| 2023 |          | 16强     |          | 16强   | 第6名  |                 |                 | 24强              | 天台山杯冠军       | 五段 |
| 2024 | 李赫 o   | 16强     | 陆敏全 o |        | 第8名  |                 |                 | 上野爱咲美 xox    |                    | 六段 |
| 2025 |          |          |          |        | 第3名  |                 | 季军            |                   |                    |      |